# Schema di Propp
Lo Schema di Propp è il risultato dello studio sulle narrazioni fiabesche e della magia del linguista e antropologo russo Vladimir Propp.
Propp studiò sia le origini storiche della fiaba nelle società tribali che dei riti di iniziazione, traendone una struttura che propose anche come modello di tutte le narrazioni. Nel suo saggio Morfologia della fiaba, propose uno schema, identificando 31 funzioni, note anche come sequenze di Propp e inalterabili nell'ordine, che compongono il racconto. Ognuna di esse rappresenta una situazione tipica nello svolgimento della trama di una fiaba, riferendosi in particolare ai personaggi e ai loro precisi ruoli (ad es. l'eroe o l'antagonista). Nell'analisi di Propp, cioè, è più importante quello che fa il personaggio piuttosto di chi sia il personaggio. Se l'eroe è una fanciulla, un principe o un orso è indifferente: a caratterizzare lo svolgimento della trama è l'azione che l'eroe compie attraverso le sue caratteristiche fisiche.

## Personaggi
Propp giunse anche alla conclusione che tutti i personaggi delle cento fiabe popolari potevano essere catalogati in sette categorie.
1. L'eroe: il protagonista.
2. L'antagonista: lotta contro l'eroe.
3. Il donatore: il personaggio che prepara l'eroe o fornisce l'oggetto magico.
4. Il mandante: fornisce gli incarichi all'eroe, identifica il falso eroe.
5. L'aiutante: persona che aiuta l'eroe.
6. il premio: l'eroe, sconfigge l'antagonista.
7. Il falso eroe: la persona che si prende il merito delle azioni dell'eroe.

## Schema
Lo schema generale di una fiaba definito da Propp è il seguente:
1. Equilibrio introduttivo (situazione iniziale);
2. Rottura dell'equilibrio iniziale (esordio);
3. Azioni dell'eroe (peripezie);
4. Ristabilimento dell'equilibrio (scioglimento).

## Funzioni
In seguito all'esordio, solitamente la storia si sviluppa seguendo trentuno sequenze di ordine prestabilito.
1. Allontanamento
Un membro della famiglia lascia la sicurezza del suo ambiente domestico.
La divisione di questa unità coesa è ciò che crea la tensione iniziale all'interno della storia. In questa fase può essere introdotto anche l'eroe, spesso viene mostrato come una persona assolutamente ordinaria.
2. Divieto
Alla vittima viene imposta una sorta di "interdizione" o comunque gli viene sconsigliato di agire in un certo modo.
3. Infrazione
Quando la vittima infrange il divieto imposto, l'antagonista entra nella storia. La decisione di violare il divieto, quindi, si rivela essere generalmente pessima, sebbene non implichi un confronto diretto tra l'eroe e l'antagonista: infatti potrebbe anche rimanere una presenza che lo osserva; oppure potrebbe decidere di non attaccare lui, ma la sua famiglia, momentaneamente lasciata sola.
4. Ricognizione
In questa fase, la vittima designata potrebbe interrogare l'antagonista, ma, più spesso, è quest'ultimo a compiere una serie di ricerche sull'eroe.
L'antagonista, spesso mascherato, cerca attivamente di raccogliere determinate informazioni sull'eroe, oppure tenta di catturare qualcuno che ritiene utile ai suoi scopi.
Per raggiungere il suo obiettivo, l'antagonista potrebbe parlare con un membro della famiglia che finirà per fornirgli, inconsapevolmente ed ingenuamente, le informazioni che sta cercando; oppure potrebbe provare a parlare direttamente con l'eroe, forse già consapevole del fatto che in lui vi sia qualcosa di speciale.
5. Ottenimento
Le ricerche dell'antagonista vanno a buon fine, ed egli ottiene delle informazioni utili sull'eroe o sulla sua vittima.
6. Raggiro
L'antagonista, sempre sotto mentite spoglie, cerca di ottenere la fiducia della vittima designata, ingannandola per catturarla o per prendere possesso dei suoi averi. Questa fase potrebbe includere la cattura della vittima, merce di scambio per ottenere qualcosa dall'eroe; oppure l'antagonista potrebbe convincere i suoi perseguitati che egli è in realtà loro amico, in modo da ottenere una collaborazione volontaria.
7. Connivenza
A questo punto, l'inganno perpetrato ai danni della vittima è andato a buon fine e quest'ultima e/o l'eroe è ora impegnata/o ad aiutare il proprio nemico. Il fine potrebbe essere quello di procurare all'antagonista qualcosa che egli desidera oppure di lottare attivamente contro i buoni.
8. Danneggiamento o Mancanza
L'antagonista danneggia/ferisce un membro della famiglia dell'eroe (per esempio: lo rapisce, gli sottrae un agente magico importante, rovina il raccolto o attua altre forme di saccheggio, causa una scomparsa, espelle qualcuno, lancia un incantesimo su qualcun altro, sostituisce un bambino, commette un omicidio, imprigiona/rapisce qualcuno, minaccia di forzare un'unione coniugale, provoca tormenti notturni).
In alternativa, un membro della famiglia si rende conto che gli manca qualcosa, che ha un desiderio da realizzare, ad esempio, ottenere una pozione magica: in questa seconda casistica, vi sono due opzioni che possono essere presentate anche all'interno della stessa storia.
Nel primo caso, l'antagonista causa una qualche forma di danno all'eroe e alla sua famiglia, ad esempio rapendo la vittima designata o impossessandosi dell'oggetto magico desiderato, che, quindi, dovrà poi essere recuperato; nel secondo, all'interno della famiglia dell'eroe o in seno alla comunità, viene identificato un senso di mancanza, di perdita, oppure un determinato oggetto diventa desiderabile per una qualche ragione, ad esempio, qualcosa di magico che, in qualche modo, salverà tutti quanti.
9. Mediazione
Il danno o la mancanza si palesano: l'eroe sente una richiesta di aiuto oppure viene avvisato; in alternativa, se vittimizzato, viene liberato dalla sua prigionia. L'eroe viene ora a conoscenza delle azioni dell'antagonista e prende atto della mancanza, magari perché trova la sua famiglia e/o il suo villaggio devastati o in uno stato di angoscia e disgrazia.
10. Consenso
L'eroe decide/accetta di ribellarsi, agendo in un modo che servirà a porre fine alla mancanza: ad esempio, con il ritrovamento dell'oggetto magico, salvando coloro che sono stati catturati e sconfiggendo l'antagonista.
È un momento di definizione per lui, poiché la sua decisione di diventare parte attiva della vicenda detterà il corso delle sue azioni future e farà sì che una persona precedentemente ordinaria finisca per indossare il mantello dell'eroe.
11. Partenza
L'eroe lascia la sua abitazione.
12. Funzione del donatore
Prima di ricevere aiuto, solitamente sotto forma dell'agente magico che egli sta cercando, l'eroe viene messo alla prova, interrogato, attaccato, sfidato, ….
13. Reazione dell'eroe
L'eroe reagisce alle azioni del donatore: supera/fallisce la prova, libera i prigionieri, riconcilia i litiganti, compie qualche tipo di servizio, usa i poteri dell'avversario contro di lui, eccetera.
14. Fornitura dell'oggetto magico
Dopo aver superato la prova, l'eroe acquisisce l'uso di un agente magico sotto varie forme: trasferimento diretto, localizzazione, preparazione, ingestione, eccetera.
15. Trasferimento
L'eroe viene condotto nel luogo in cui si trova l'oggetto delle sue ricerche o comunque gli viene indicata la strada.
16. Lotta
L'eroe e l'antagonista combattono direttamente.
17. Marchiatura
All'eroe viene impresso un marchio: viene ferito oppure riceve un anello o un altro oggetto caratterizzante.
18. Vittoria
L'antagonista perde: viene ucciso in combattimento, sconfitto in una competizione, ammazzato nel sonno, esiliato, eccetera.
19. Rimozione
Viene posto rimedio al danno iniziale e si risolve la mancanza: l'oggetto della ricerca viene consegnato, l'incantesimo spezzato, la persona morta resuscitata, il prigioniero liberato, eccetera.
20. Ritorno
L'eroe torna a casa.
21. Persecuzione
L'eroe è perseguitato da qualcuno che attenta alla sua vita o al suo status.
22. Salvataggio
In un modo o nell'altro, l'eroe viene salvato dalla persecuzione: si nasconde o viene nascosto, si trasforma in maniera irriconoscibile, viene salvato da un attentato alla sua vita.
Potrebbe anche darsi che degli ostacoli indipendenti dalla sua volontà rallentino il suo nemico.
23. Arrivo in incognito
L'eroe – mascherato ed irriconoscibile – torna a casa o arriva in un altro paese.
24. Pretese infondate
Un falso eroe cerca di prendere il posto di quello vero.
25. Prova
A questo punto, l'eroe viene sottoposto ad una prova di vario genere (un enigma da risolvere, una prova di forza, resistenza od abilità, un processo).
26. Superamento
L'eroe supera la prova.
27. Identificazione
Grazie al marchio (o all'oggetto ricevuto), l'eroe viene riconosciuto.
28. Smascheramento
Il falso eroe o l'antagonista viene smascherato pubblicamente.
29. Trasfigurazione
L'eroe assume nuove sembianze (diventa bellissimo, viene guarito, gli vengono forniti nuovi indumenti).
30. Punizione
L'antagonista viene punito.
31. Matrimonio o Incoronazione
L'eroe ottiene la ricompensa finale, che solitamente consiste nella possibilità di sposare la donna che ama o di salire al trono (o entrambe le cose).
Occasionalmente, alcune di queste funzioni possono essere omesse o invertite: ad esempio, l'eroe potrebbe ricevere l'oggetto magico quando si trova ancora a casa, anticipando quindi la funzione del donatore. Più frequentemente, il donatore nega l'oggetto all'eroe per ben due volte prima di consegnarglielo, secondo quella che viene chiamata la "regola del tre" ("rule of three") nella cultura occidentale.